# Madagaskar na Letnich Igrzyskach Olimpijskich 1984
Madagaskar na Letnich Igrzyskach Olimpijskich 1984 reprezentowało 5 zawodników. Był to 5. start reprezentacji Madagaskaru na letnich igrzyskach olimpijskich. 

## Skład kadry

### Boks
Mężczyźni
- Jean-Luc Bezoky - waga piórkowa - 17. miejsce
- Milson Randrianasolo - waga lekka - 17. miejsce
- Paul Rasamimanana - waga półśrednia - 9. miejsce

### Lekkoatletyka
Mężczyźni
- Arsène Randriamahazomana - 400 metrów - odpadł w eliminacjach
- Jules Randrianarivelo - maraton - 72. miejsce